# Rue Louis-Armand
Pour les articles homonymes, voir Armand et Louis Armand.
La rue Louis-Armand est une voie du 15e arrondissement de Paris, en France, et à Issy-les-Moulineaux sur le côté pair de la partie B.

## Situation et accès
La rue Louis-Armand est une voie publique située dans le 15e arrondissement de Paris. Elle débute place des Martyrs-de-la-Résistance-de-la-Porte-de-Sèvres et se termine rue de la Porte-d'Issy.
La rue longe le boulevard périphérique et ne borde donc aucun immeuble sur son côté nord (pas de numéro impair). Sur son côté sud (côté pair), la rue est bordée par l'Aquaboulevard. Après le croisement avec la rue du Colonel-Pierre-Avia, sur sa partie est (partie B), la rue marque la limite avec Issy-les-Moulineaux, formant notamment un carrefour avec la rue Guynemer.

## Origine du nom

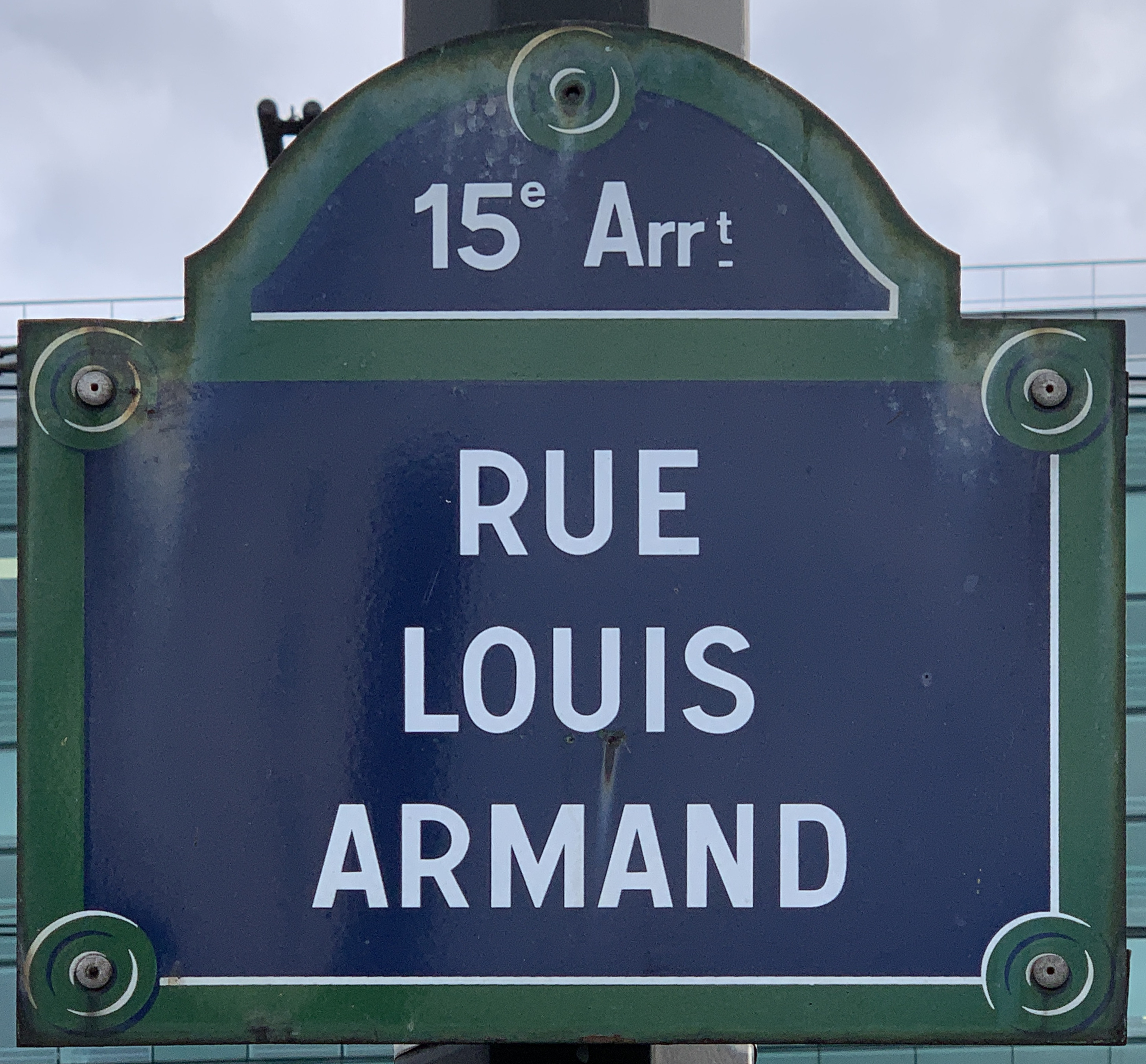
Plaque de la rue.

Cette voie rend honneur à Louis Armand (1905-1971), ingénieur, haut fonctionnaire et résistant français.

## Historique
La partie dite A (à l'ouest) fut créée lors de l'aménagement du boulevard Périphérique et portait alors la dénomination technique « voie AH/15 ». La partie dite B (à l'est) était la « rue Grognet ». Celle-ci était jusqu'au 2 avril 1925 sur le territoire d'Issy-les-Moulineaux avant que Paris n'absorbe des territoires à la marge sur sa limite sud.
Elle prend sa dénomination actuelle le 10 mars 1977.

## Bâtiments historiques et lieux de mémoire
- En face de l'héliport, à l'intersection avec la rue Henry-Farman, se trouve le Monument Farman - Voisin (1929), œuvre de Paul Landowski, offert par la mécène Suzanne Deutsch de La Meurthe. Inscription gravée : « Sous le contrôle de l’Aéro-Club de France / sur ce terrain, le 13 janvier 1908 pour / la première fois au monde un kilomètre / en circuit fermé a été parcouru par / Henri Farman sur Biplan conçu et construit / par les frères Gabriel et Charles Voisin / moteur Antoinette crée par Levavasseur / gagnant ainsi le Grand Prix d'Aviation (de)) / Deutsch – Archdeacon et portant les / records mondiaux d’Aviation à / distance : 1000 m. Durée : 1m 28s ».

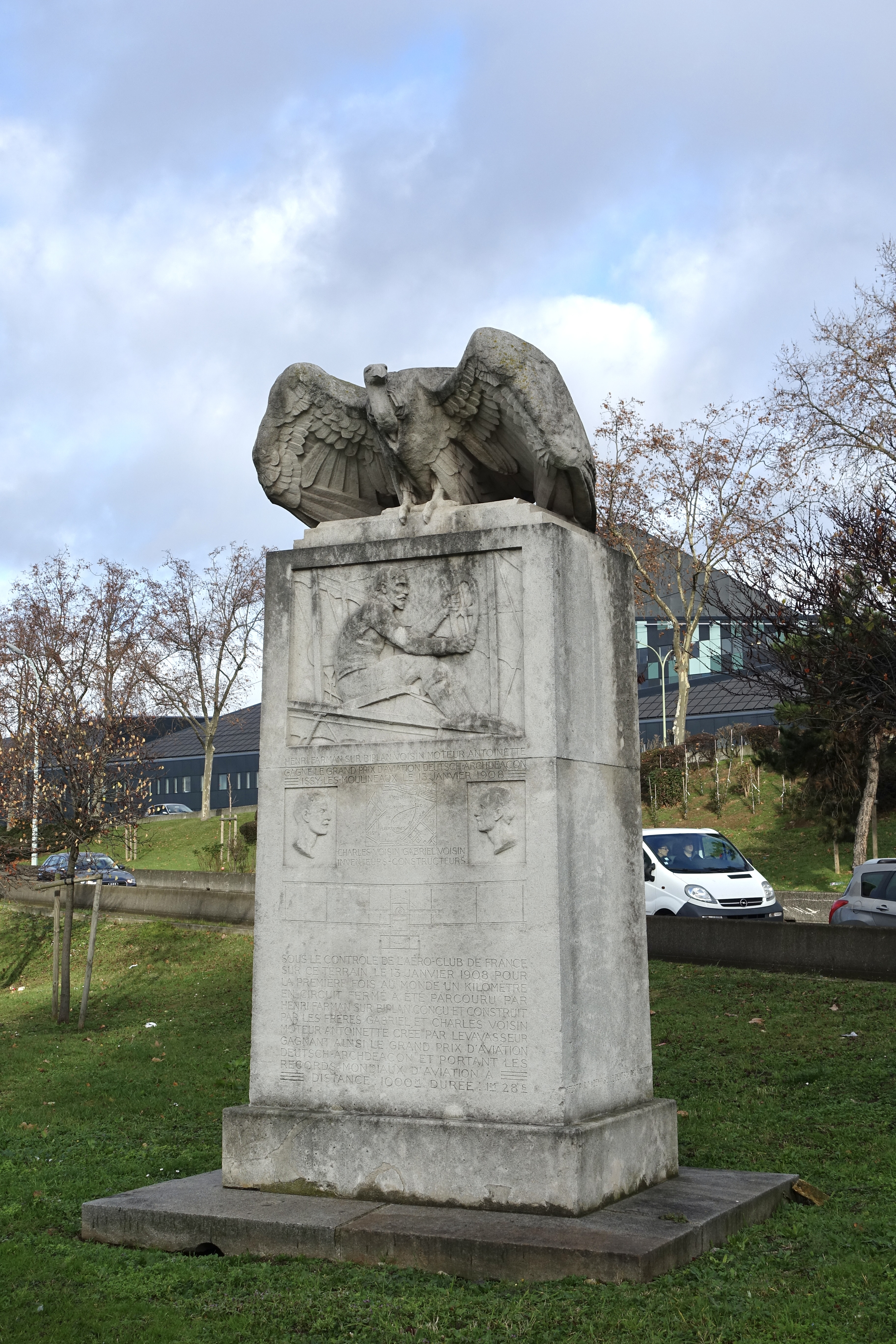
Monument.
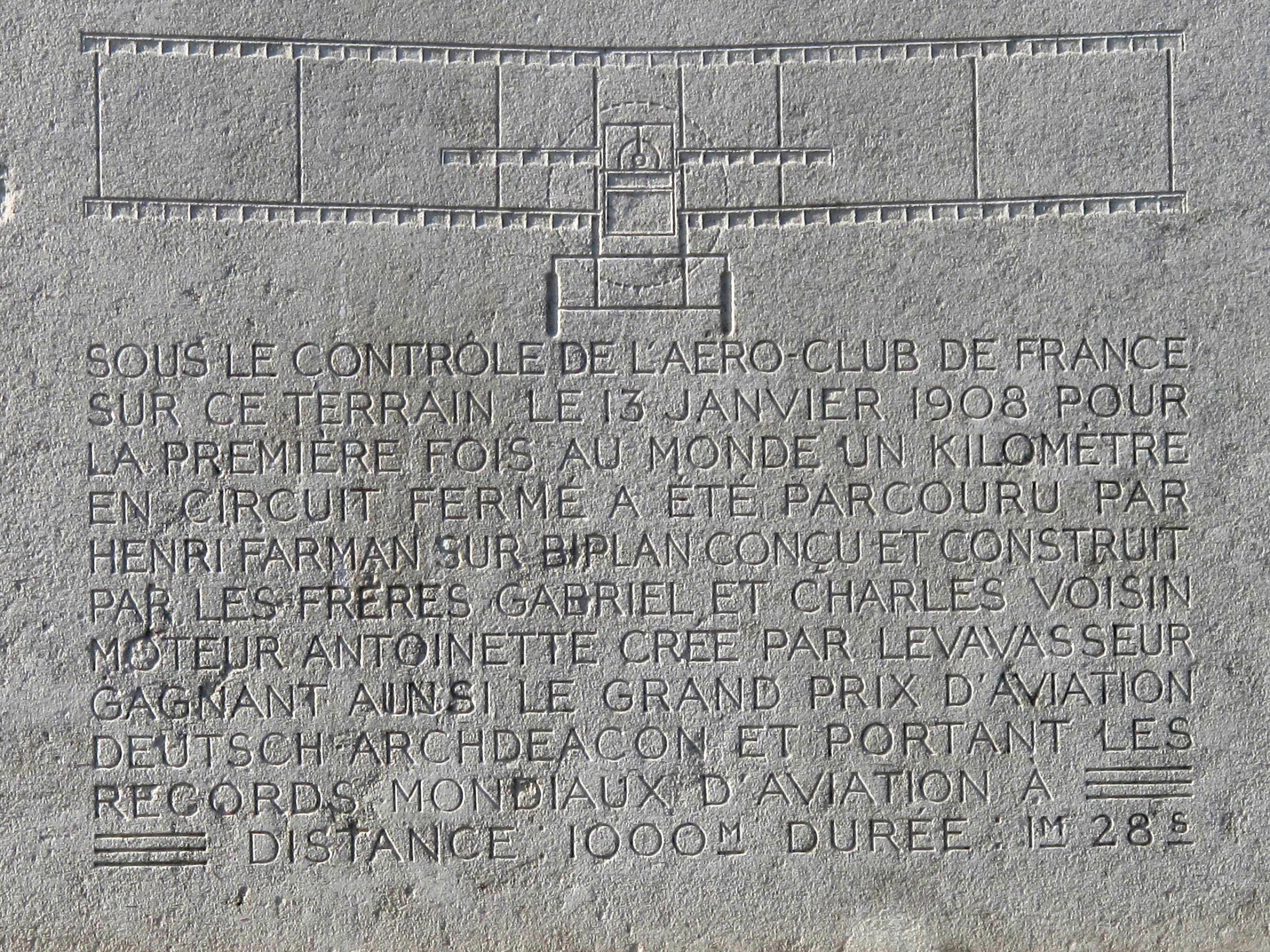
Inscription.